# Johann Balthasar Bose
Johann Balthasar (von) Bose (* 4. September 1658; † 15. März 1712 in Dresden) war Dompropst des Hochstifts Meißen und Oberhofmeister der Königin von Polen.

## Leben

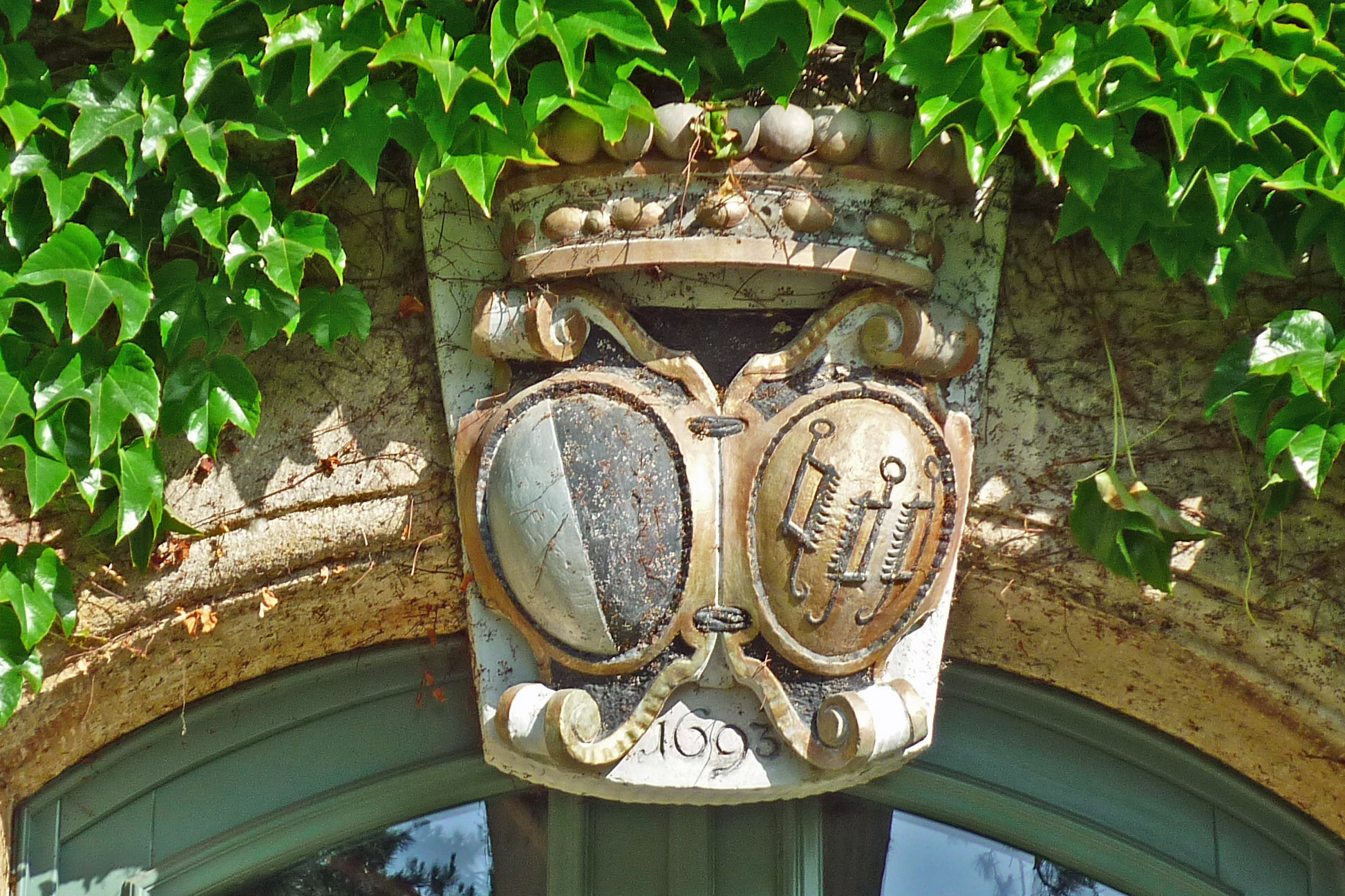
Allianzwappen der Eltern (Bose/Gustädt) am Schloss Nickern

Er stammt aus dem sächsischen Uradelsgeschlecht von Bose und verzichtete bei der Schreibung seines Namens bewusst auf die Verwendung des Adelsprädikats von. Er ist der Sohn des Geheimen Rates Christoph Dietrich Bose (1628–1708) auf Frankleben, Nickern und Mölbis und seiner Frau Ursula von Gustädt aus dem Hause Deersheim. Seine Brüder waren der General Adam Heinrich Bose, der Geheime Rat Christoph Dietrich Bose der Jüngere, der Merseburger Geheim- und Appellationsrat Wolf Dietrich Bose und der Oberstleutnant Gottlob Sigismund Bose.
Bose heiratete 1689 die Gräfin Anna Sophie Vitzthum von Eckstädt († 1718) aus dem Hause Tiefensee und Petersroda. Das Paar hinterließ keine Kinder.

## Weblink
- Johann Balthasar Bose im Stadtwiki Dresden

| Personendaten    | Personendaten                                                            |
| ---------------- | ------------------------------------------------------------------------ |
| NAME             | Bose, Johann Balthasar                                                   |
| ALTERNATIVNAMEN  | Bose, Johann Balthasar von                                               |
| KURZBESCHREIBUNG | Dompropst des Hochstifts Meißen und Oberhofmeister der Königin von Polen |
| GEBURTSDATUM     | 4. September 1658                                                        |
| STERBEDATUM      | 15. März 1712                                                            |
| STERBEORT        | Dresden                                                                  |